# Естественность
Естественность — основное состояние школы Даосских искусств, которое вырабатывается и контролируется без дополнительных внешних усилий, в котором способно развиваться всё сущее; является основным в даосском искусстве, восходит своими корнями к трактату Дао Дэ Цзин (IV в. до н. э.), представленному Лао-Цзы; основной инструмент Дао, порождающий процесс, позволяющий понимать личную природу и структуру человека; состоит из трёх уровней, направленных на осознание естественной природы энергий ци (кит. трад. 炼气, пиньинь lian qi), цзин (кит. трад. 炼精, пиньинь lian jing), шэнь (кит. трад. 炼神, пиньинь lian shen).
Учение о естественности относится к школе Даосского искусства; направлено на развитие всех процессов в состоянии естественности, в условиях человеческой жизни и в соотнесении с природой.